# Dermatite polimorfa solare
La dermatite polimorfa solare, o lucite, è una forma di fotodermatite idiopatica.

## Epidemiologia
È la più comune dermatite da fotosensibilità. Ha una prevalenza media del 18% in Europa dove non sembra essere correlata alla latitudine a differenza del resto del mondo. Le popolazioni europee sono più colpite di quelle africane ed asiatiche. L'esordio si verifica nella maggior parte dei casi prima dei 30 anni di età e il sesso femminile è molto più colpito di quello maschile. Una prolungata esposizione solare in età giovanile seguita da esposizioni intermittenti predispone allo sviluppo di questa condizione.
La dermatite polimorfa solare presenta una componente ereditaria dal momento che la prevalenza nei figli e nei parenti di persone affette è superiore rispetto a quella della popolazione generale. È inoltre associata ad HLA-DR4, un elemento che in rari casi può essere utile nella diagnosi differenziale con la prurigo attinica.
La dermatite polimorfa solare è associata alla prurigo attinica. È stata osservata una certa coesistenza con le patologie tiroidee autoimmuni. L'associazione con il lupus eritematoso sistemico è oggetto di dibattito.

## Patogenesi
Secondo alcuni studiosi la dermatite polimorfa solare è una reazione da ipersensibilità di tipo ritardato determinata da uno o più fotoallergeni non identificati. A sostenere questa tesi è la natura dell'infiltrato linfocitario cutaneo, costituito principalmente da linfociti T-helper nelle fasi iniziali e T-suppressor in quelle tardive. Gli individui affetti da questa condizione sembrano disporre di un sistema immunitario particolarmente reattivo verso antigeni indotti dai raggi UV rispetto alla popolazione generale e mostrano una minore incidenza di tumori cutanei correlati con l'esposizione solare rispetto a quella che ci si aspetterebbe in seguito alla loro esposizione cumulativa. Secondo altri la patologia sarebbe causata dalla formazione di un endoallergene in seguito ad esposizioni intense e prolungate a sorgenti di raggi UV (sole, lettini solari, fototerapia con UVB). Non è chiaro se la latitudine, l'intensità, la lunghezza d'onda o la durata di esposizione ai raggi UV siano associate al suo sviluppo.

## Istologia
Nella fase iniziale si osserva un infiltrato infiammatorio superficiale, perivascolare e periannessiale di grado lieve o moderato in tutto lo spessore del derma costituito prevalentemente da linfociti T CD4+ e istiociti, in minor misura da neutrofili e scarsi eosinofili nel derma papillare. Si possono riscontrare occasionalmente spongiosi e degenerazione liquefattiva dello strato basale dell'epidermide. In fase tardiva l'infiltrato è più evidente e a chiazze, è costituito da linfociti T CD8+, il derma papillare è edematoso.

## Clinica
La dermatite polimorfa solare si presenta con un eritema intensamente pruriginoso localizzato nelle aree fotoesposte dopo un'esposizione a raggi UV variabile da pochi minuti a diverse ore. Negli adulti, ma non nei bambini, vengono molto spesso risparmiati il volto e il dorso delle mani. L'esordio del quadro cutaneo è ritardato e avviene solitamente diverse 6-8 ore dopo l'esposizione ma può insorgere da una decina di minuti a tre giorni dopo. L'eritema si risolve evitando l'esposizione solare in pochi giorni o entro 2 settimane lasciando chiazze ipercromiche. Non si osservano esiti cicatriziali se non in seguito a significative escoriazioni da grattamento.
La patologia, oltre al classico eritema pruriginoso, si può presentare in diverse varianti. Le più comuni sono quella papulo-vescicolare, quella a placche e la papulare. Forme meno comuni sono la vescico-bollosa, e la simil eritema multiforme. Forme rare sono la simil puntura d'insetto, la purpurica/emorragica e quella sine-eruptione dove all'esposizione solare segue dopo diverse ore un intenso prurito senza un rash cutaneo evidenziabile. Non è noto se queste varianti abbiano eziologia differente rispetto a quella classica. Nel singolo individuo l'eruzione tende ad essere monomorfa.

## Diagnosi
I test di provocazione mostrano una bassa dose minima eritematogena ad UVA e UVB in un terzo dei pazienti. L'area da irradiare necessaria per lo sviluppo delle classiche papule eritematose (risposta positiva al test) varia da pochi centimetri quadrati all'intera superficie corporea e talvolta sono necessarie più sedute per evocare la risposta.
I fotopatch test possono essere utili quando si sospetta una dermatite allergica da contatto da creme solari.
Nei pazienti in cui si sospettano lupus eritematoso sistemico, malattia di Sjögren, porfirie o altre patologie scatenate o aggravate dall'esposizione solare vanno valutati gli ANA, ENA e porfobilinogeno urinario.
Il ricorso alla biopsia cutanea deve essere limitato alle presentazioni più atipiche in cui la diagnosi differenziale è particolarmente difficoltosa.

## Terapia
Per i pazienti colpiti dalla condizione per poche settimane all'anno è sufficiente evitare l'esposizione solare prolungata, in particolare nelle ore caratterizzata da maggiore irradiazione (11.00-15.00) e quella ad altre sorgenti di raggi UV (lettini solari). In caso di esposizione solare è consigliato l'utilizzo frequente ed esteso a tutte la superficie cutanea esposta di creme solari ad alto fattore di protezione (50 o più) e possibilmente tessuti anti-UV. Il trattamento dell'eritema si basa su corticosteroidi topici di potenza commisurata alla sede da trattare. È possibile intraprendere anche una terapia desensibilizzante esponendosi al sole in modo intermittente.
I pazienti interessati dal quadro per tutta la stagione primaverile ed estiva, oltre alle misure preventive precedentemente menzionate, possono essere sottoposti a fototerapia profilattica con UVB a banda stretta o PUVA in modo da ridurre la reattività del sistema immunitario e pigmentare la cute. È possibile somministrare una terapia profilattica costituita da brevi cicli di prednisone per via orale.
I casi refrattari alle terapie menzionate possono essere trattati con immunosoppressori quali azatioprina o ciclosporina.

## Prognosi
Circa un quarto dei casi vanno incontro a risoluzione del quadro nel corso degli anni e nella metà dei casi si assiste ad un significativo miglioramento. I pazienti che presentano test di provocazione positivi hanno una bassa probabilità di entrare in remissione.